# Warlencourt British Cemetery
Le Warlencourt British Cemetery (cimetière militaire britannique de Warlencourt) est un cimetière militaire de la Première Guerre mondiale, situé sur le territoire de la commune de Warlencourt-Eaucourt, dans le département du Pas-de-Calais, au sud d'Arras.

## Localisation
Ce cimetière est situé à 500 m à l'est du village, le long de la D 929.

## Histoire

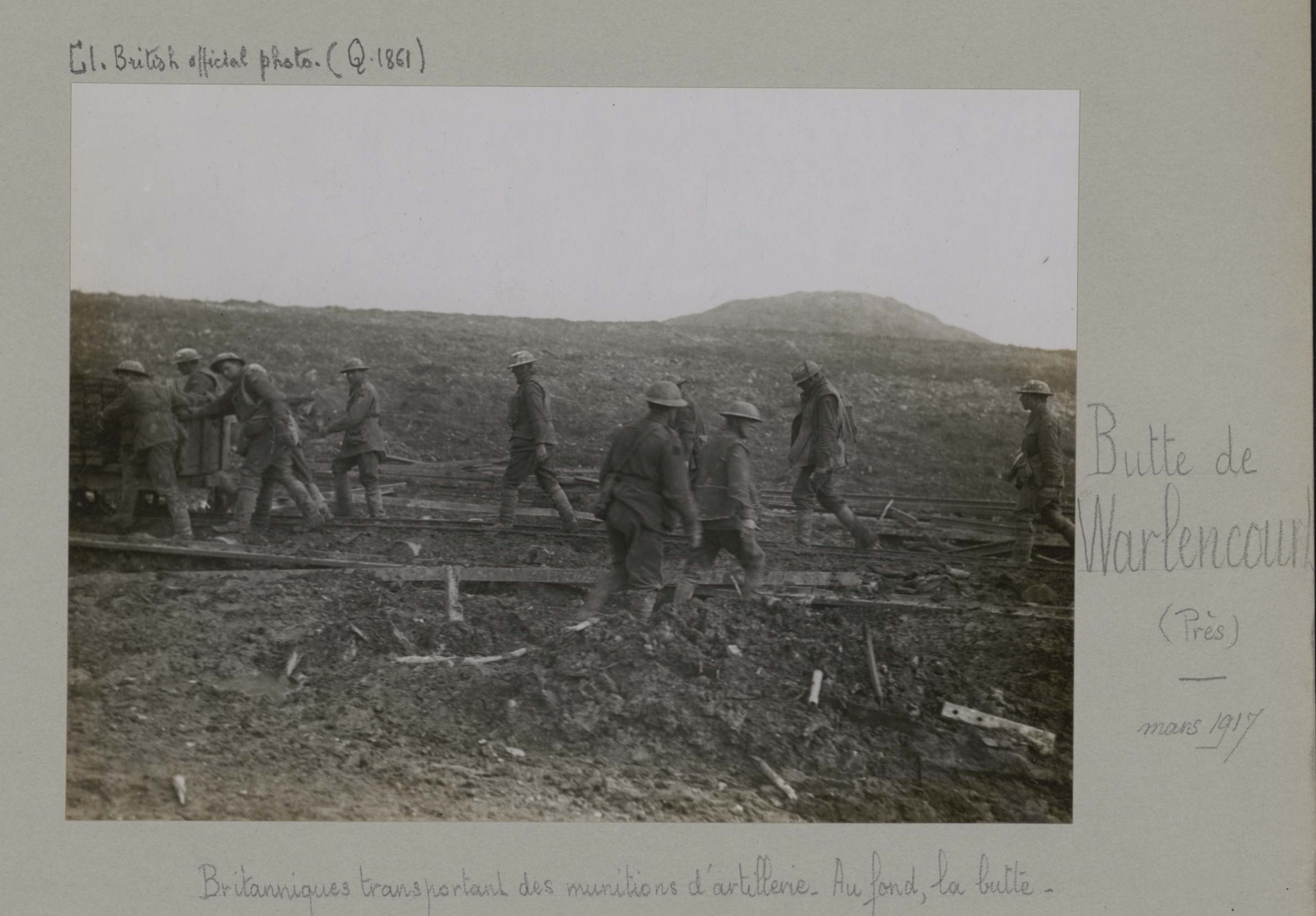
Les soldats britanniques transportant des munitions près de la Butte de Warlencourt en 1917.

Depuis le début de la guerre, la butte de Warlencourt, un monticule romain de craie excavée, d'environ 17 mètres de haut, autrefois recouverte de pins, était un point d'observation stratégique fortifié par les Allemands qui tenaient la position pendant la bataille de la Somme de juillet à novembre 1916. Dominant le champ de bataille et protégée par de puissantes fortifications, la butte résista aux attaques successives et violentes livrées par les 47e, 9e et 50e divisions britanniques en octobre et novembre 1916.

Ce cimetière a été construit à la fin de 1919, lorsque des tombes ont été apportées de petits cimetières des alentours et des champs de bataille de Warlencourt et du Sars.
Dans ce cimetière reposent les dépouilles de 3 505 combattants du Commonwealth dont 1 823 n'ont pas pu être identifiés.

## Caractéristiques
Le cimetière a un plan rectangulaire très allongé de 100 m sur 40. Il est clos par un muret de brique le long de la route et une haie d'arbustes sur les autres côtés. Le cimetière a été conçu par Edwin Lutyens.

## Galerie

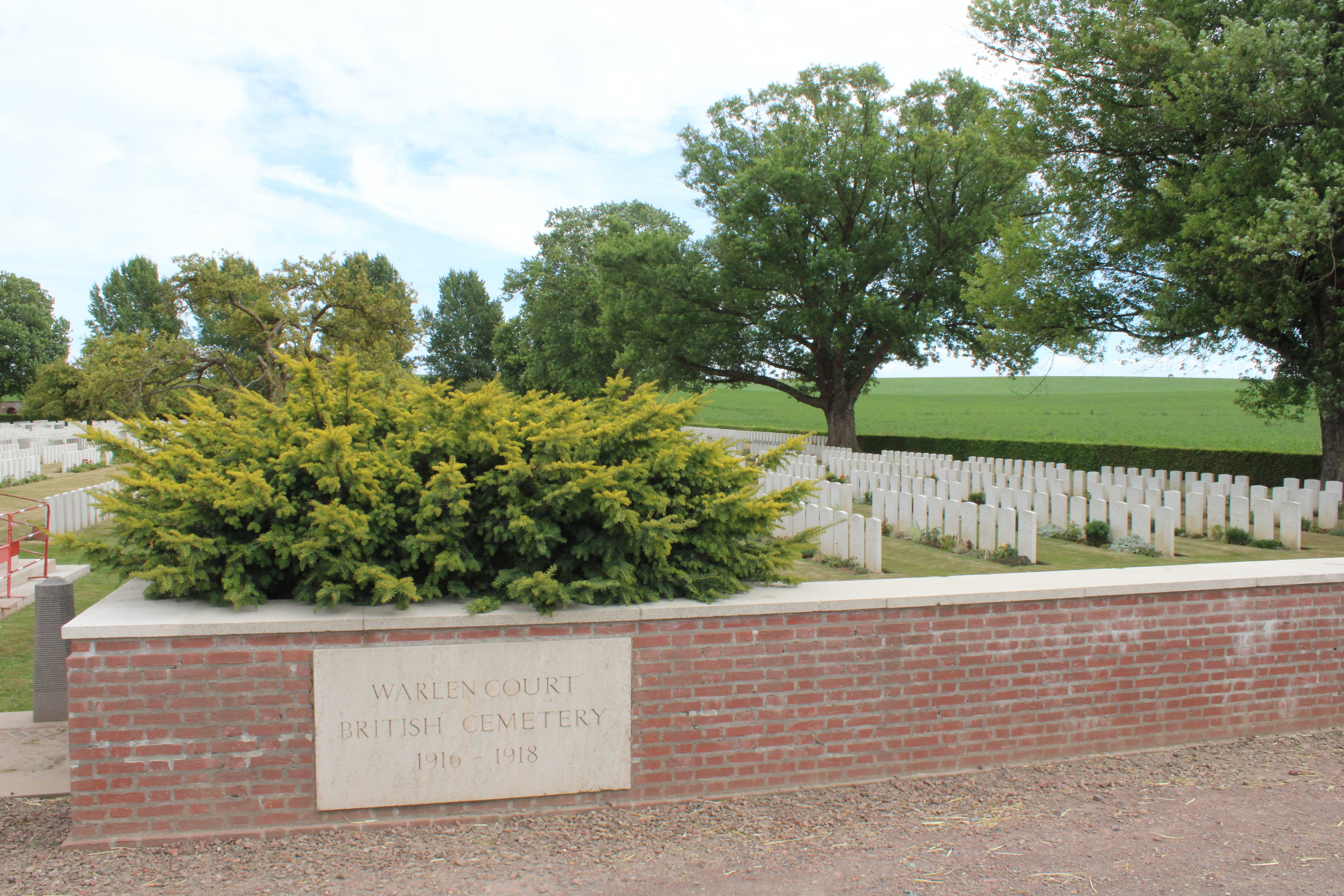
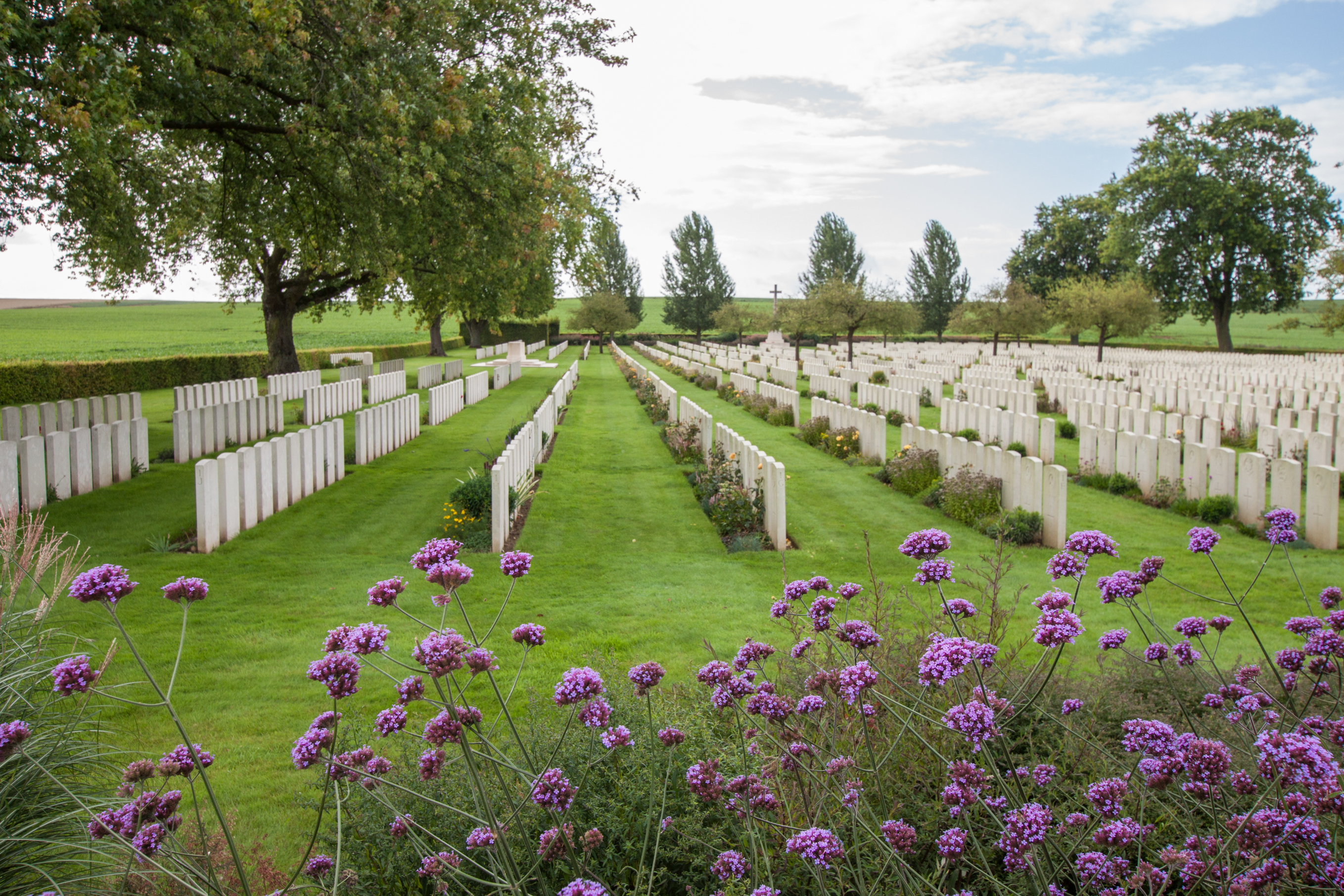
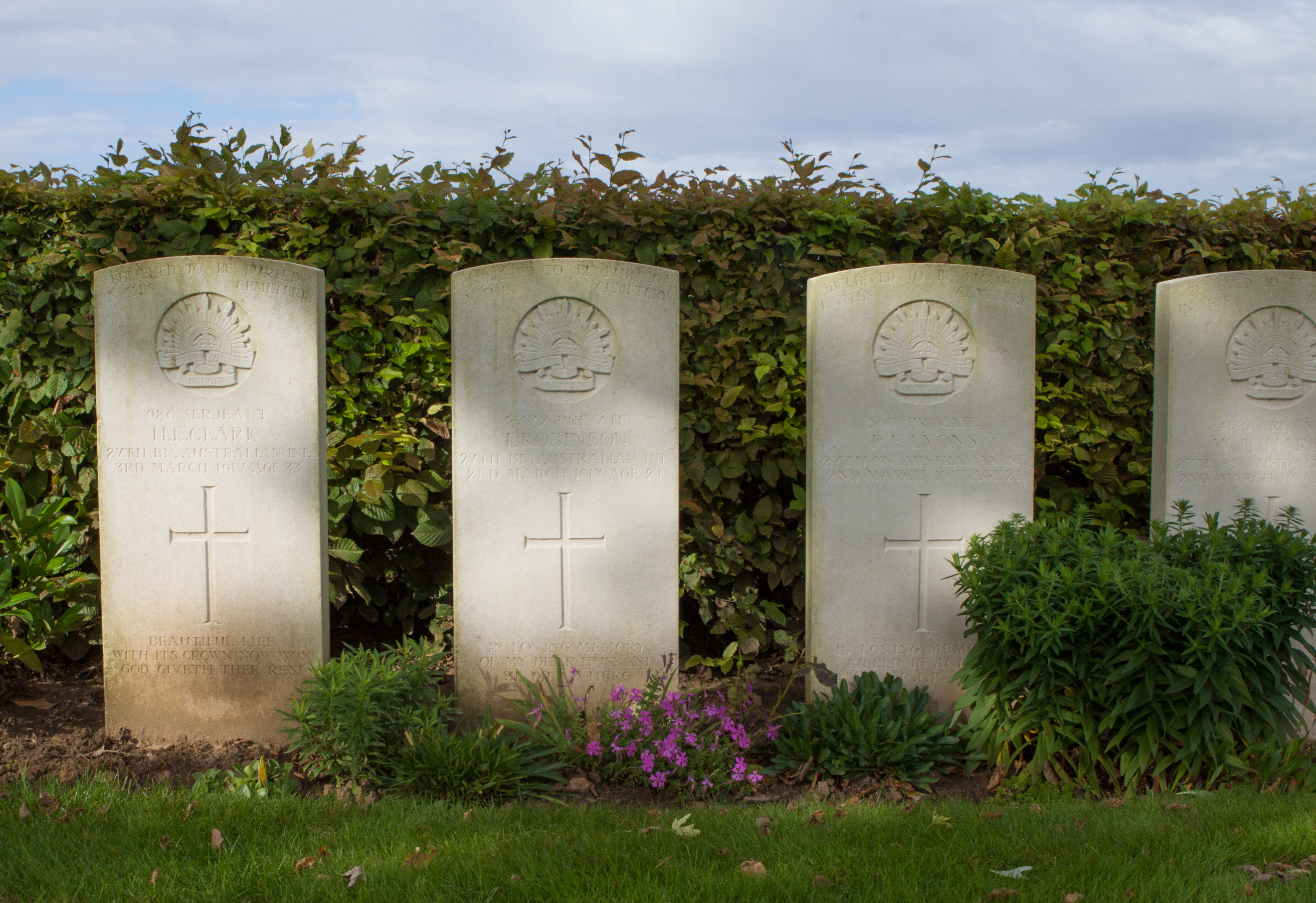
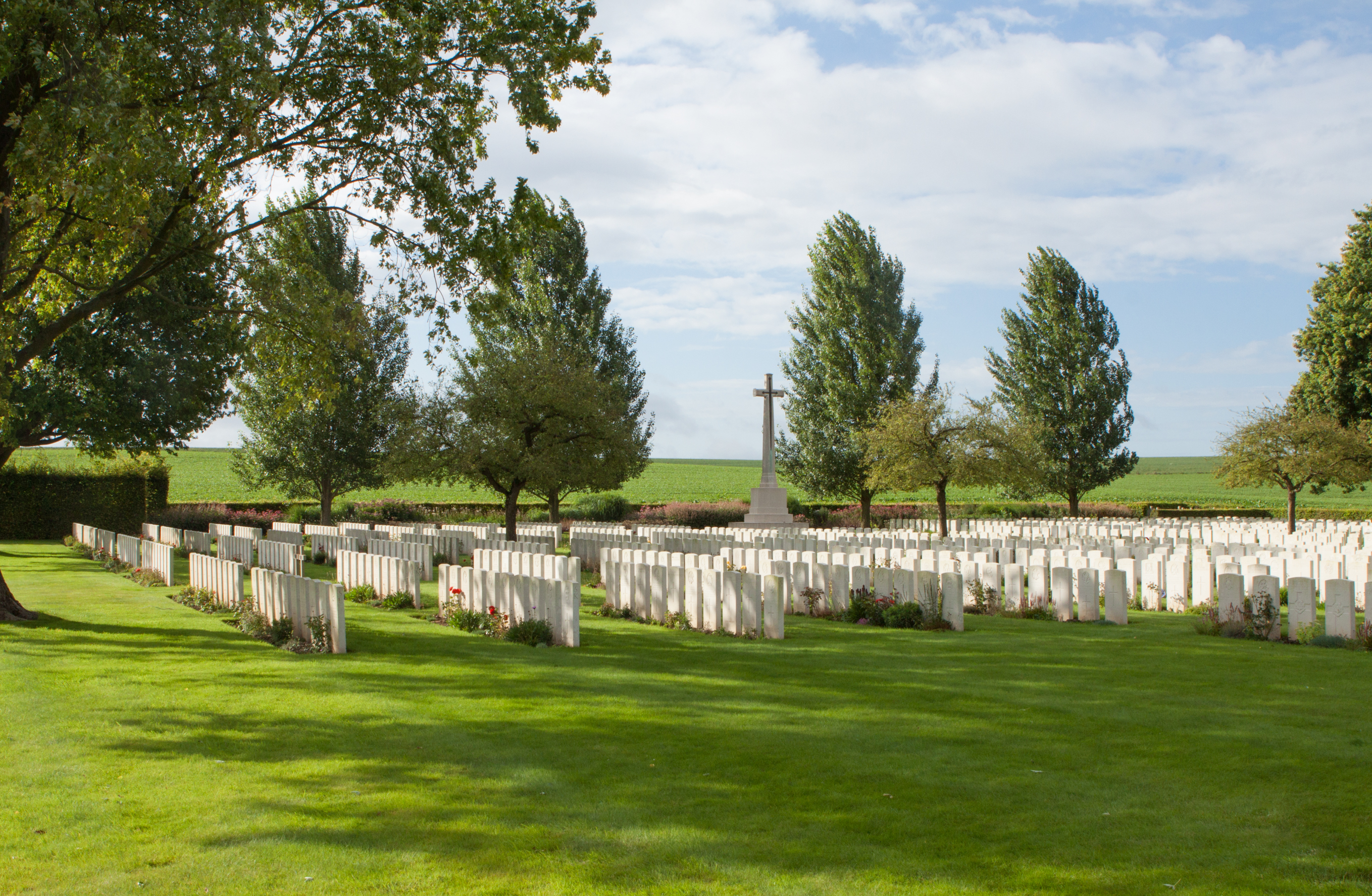
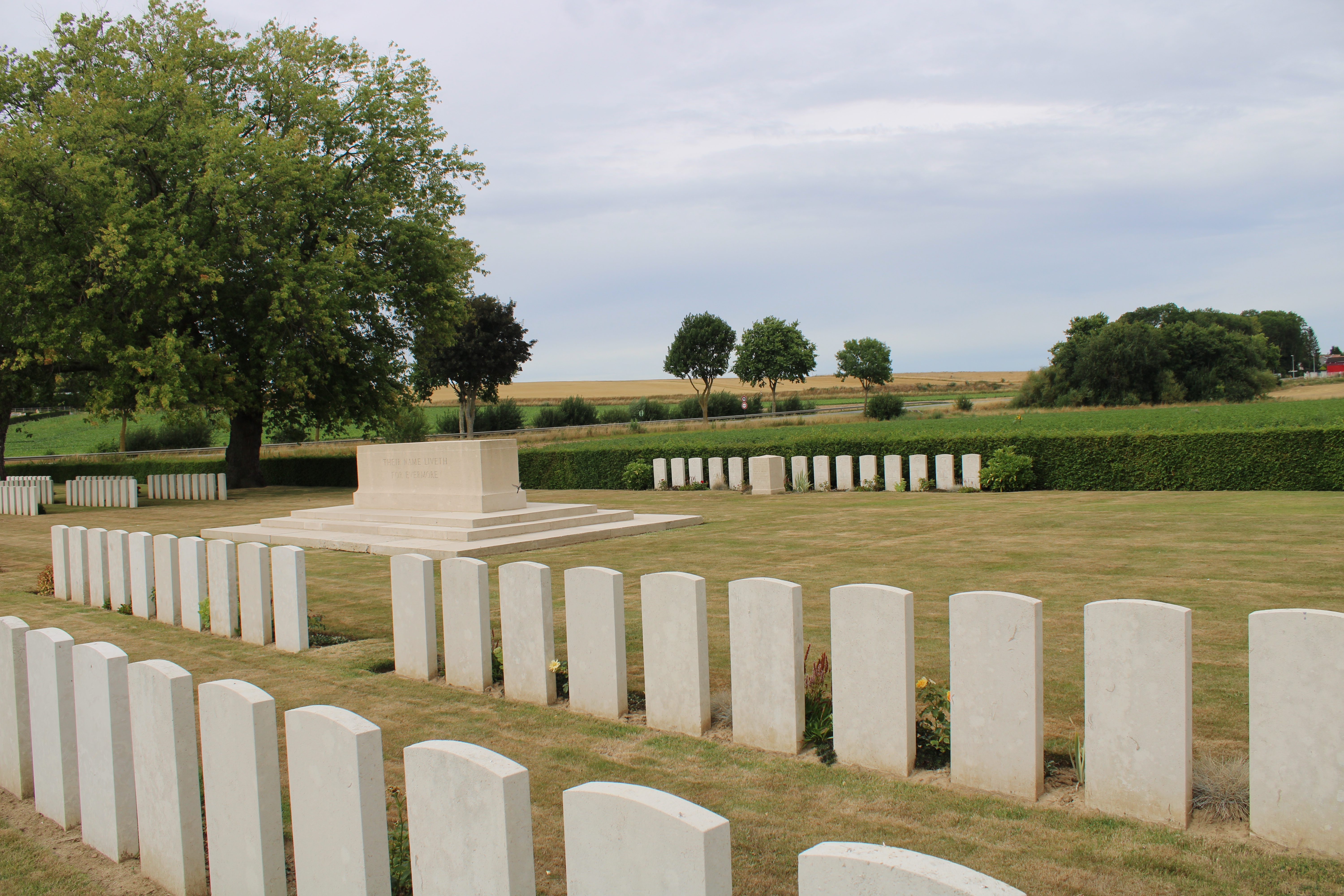
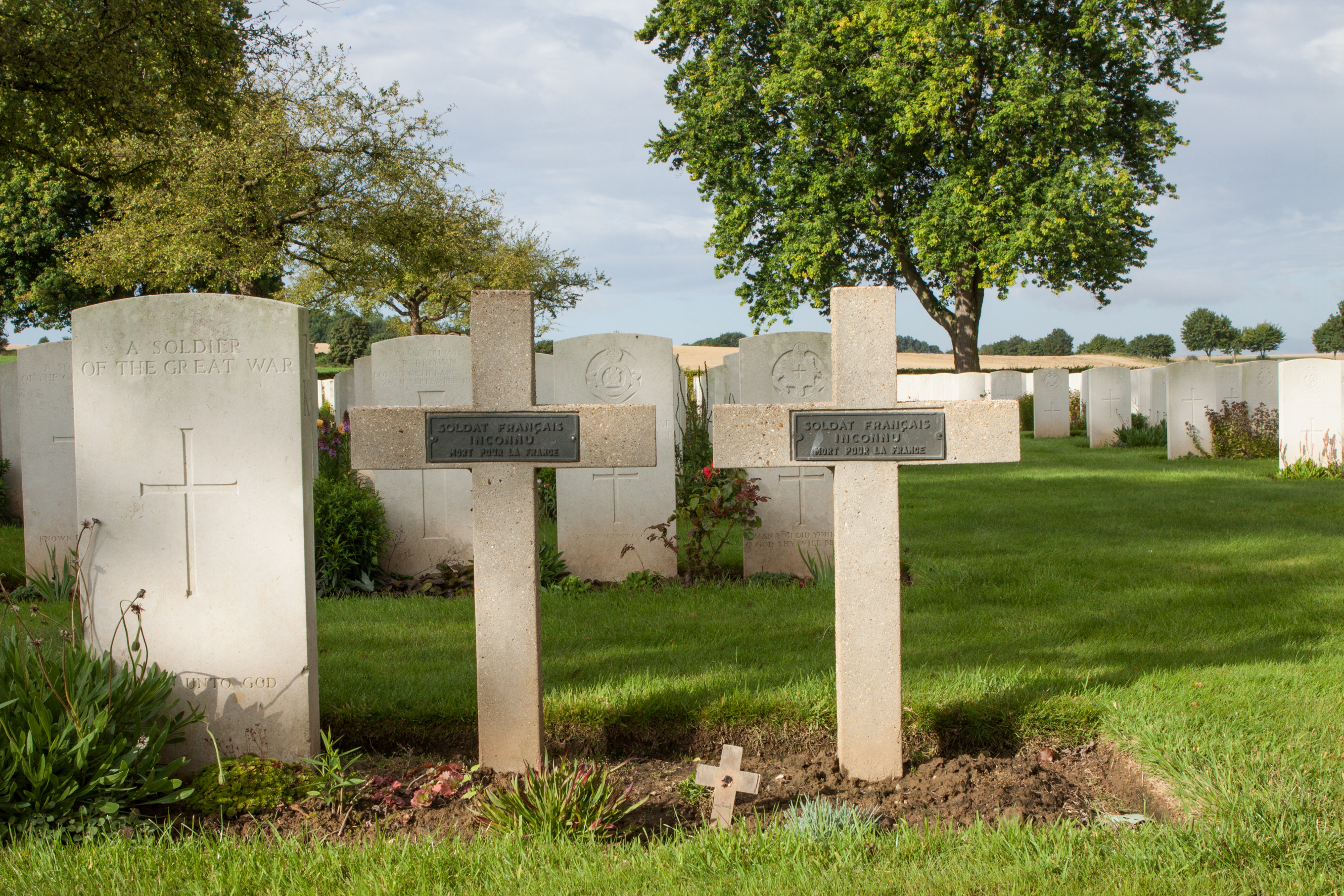

## Sépultures
| Pays             | Sépultures |
| ---------------- | ---------- |
| Royaume-Uni      | 2 824      |
| Australie        | 475        |
| Canada           | 4          |
| Nouvelle-Zélande | 79         |
| Afrique du Sud   | 125        |
| France           | 2          |
| Total            | 3 509      |

## Pour approfondir